# 콘트라: 하드 코어
《콘트라: 하드 코어》(Contra: Hard Corps, 魂斗羅 ザ・ハードコア)는 코나미가 발매한 런 앤 건형 진행형 슈팅 게임이다. 메가 드라이브로 발매된 《콘트라》 시리즈 작품으로, 연대상 《콘트라 III: 더 에일리언 워즈》의 5년 후 사건을 다뤘다. 유럽 지역에선 《프로보텍터》(Probotector)라는 제목으로 발매됐다. 대한민국에선 삼성전자가 배급했다.
《콘트라 III》의 게임플레이 시스템을 확장했으며, 각각 네 종류의 고유한 무기를 가진 4명의 주인공을 선택할 수 있다. 또한 이야기의 선택지에 다라 플레이하는 스테이지가 달라지는 분기 시스템을 도입해, 진행방식에 따라 여러 가지 엔딩을 볼 수 있다.
첫 출시 이후 재발매가 없다가 2019년 《콘트라 애니버서리 컬렉션》에 수록됐다.

## 평가
| 평가                                                                                              |         |
| ------------------------------------------------------------------------------------------------- | ------- |
| 평론 점수 평론사 점수 EGM 7.25/10 [ 2 ] 패미츠 24/40 [ 3 ] 넥스트 제네레이션 [ 4 ] Mega 88% [ 5 ] |         |
| 평론 점수                                                                                         |         |
| 평론사                                                                                            | 점수    |
| EGM                                                                                               | 7.25/10 |
| 패미츠                                                                                            | 24/40   |
| 넥스트 제네레이션                                                                                 | [ 4 ]   |
| Mega                                                                                              | 88%     |